# Unité 42
Unité 42 est une série télévisée belge en vingt épisodes de 52 minutes écrite par Julie Bertrand, Annie Carels et Charlotte Joulia et diffusée entre le 19 novembre 2017 et le 1er décembre 2019 sur La Une et à partir du 18 mai 2019 sur Één, en France à partir du 15 janvier 2018 sur France 2 et en Suisse depuis le 12 avril 2018 sur RTS Un. Au Québec, elle est disponible sur Netflix.
Après La Trêve et Ennemi public, Unité 42 est issue du second appel à projets commun entre la RTBF et la Fédération Wallonie-Bruxelles.

## Synopsis
Une équipe de police de choc lutte contre toutes les nouvelles formes de cybercriminalité. Elle est composée de :
- Billie Vebber / Th3m1s, une hackeuse ;
- Sam, un père de famille veuf, non-spécialiste en nouvelles technologies ;
- Nassim ;
- Bob ;
- et Alice, une légiste sourde qui communique en langue des signes.

## Distribution
- Patrick Ridremont : Sam Leroy
- Constance Gay : Billie Vebber
- Tom Audenaert : Bob Franck
- Roda Fawaz : Nassim Khaoulani
- Danitza Athanassiadis : Alice Meerks
- Thomas Demarez : Tom Leroy
- Simon Caudry : Robin Leroy
- Caroline Stas : Camille Leroy
- Nola Tilman : Emmy Leroy
- Tania Garbarski : Manuela Desmet
- Hélène Theunissen : Hélène Janssen
- Anne-Pascale Clairembourg : Sandra Magnot
- Selma Alaoui : Dianne Wauters
- Éric De Staercke : Léon Neefs
- Alain Eloy : Henri Ravet
- Jean-Michel Balthazar : Lambert Hammers
- Baptiste Sornin : Michel Van Deck
- Olivier Bonjour : Dominic Dalmot
- Christophe Lambert : le ravisseur
- Adonis Danieletto : Marc Descamps
- Gilles Vandeweerd : Goldkey
- Mirza Kilic : Jocelyn
- Frédéric Clou : Alban Lejeune

### Fiche technique
- Titre original : Unité 42
- Réalisation : Indra Siera (4 épisodes), Roel Mondelaers (3 épisodes), Hendrik Moonen (3 épisodes)
- Scénario : Charlotte Joulia, Julie Bertrand, Annie Carels, Sammy Fransquet et Anne-Charlotte Kassab
- Costumes : Vanessa Evrard
- Photographie : Sander Vandenbroucke
- Montage : Marc de Coster, Philippe Ravoet et Steven Sanders
- Maquillage: Elodie Lienard,
- Juan-Carlos Salazar, Valérie Tomasi
- Effets Spéciaux Maquillage: Lionel Lê
- Musique : Michel Duprez et Thierry Plas
- Production : John Engel, Christelle Mahy et Marie Queffeulou
- Société de production : Left Field Ventures, RTBF
- Société de distribution :
  - Belgique : La Une
  - France : Federation Entertainment
- Pays d'origine :  Belgique
- Langue originale : français
- Format : couleur
- Genre : drame, polar, thriller
- Durée : 52 minutes
- Dates de diffusion :
  - Belgique : 19 novembre 2017 sur La Une
  - France : 15 janvier 2018 sur France 2, saison 2 le 18 janvier 2021 France 2 (3 premiers épisodes)
  - Suisse: 12 avril 2018 sur RTS Un
  - Allemagne et Autriche : 2018 sur Sky Atlantic HD (doublée en allemand)
  - Belgique : 18 mai 2019 sur Één
  - Monde : 14 juin 2019 sur Netflix

## Épisodes

### Première saison (2017)
1. Face à face
2. Foi et loi
3. Avatar
4. Sang et vertu
5. Mémoire vive
6. Vote ultime
7. Connectée
8. Œil pour œil
9. Mise en veille
10. Reboot

### Deuxième saison (2019)
La deuxième saison débarque le 3 novembre 2019 sur La Une et Auvio.
Confirmée par la RTBF le 22 décembre 2017, seul un making-of a été proposé le 22 décembre 2017.
Forte de bons scores d'audience sur la RTBF, la série aura bien une saison 2 en Belgique. France 2 a d'ores et déjà commandé la deuxième saison à la RTBF.
D'après CinéTéléRevue elle comportera dix épisodes et sera diffusée à partir d'octobre sur La Une.

#### Épisodes
1. Blogomum partie 1
2. Blogomum partie 2
3. Délit de jeu
4. Hot spot
5. Pare-Feu
6. Cyber Love
7. Sous la peau
8. La vie d'après
9. Faux-semblants
10. Chaos

## Audiences

### 1resaison

#### En Belgique francophone
(décembre 2017).
Si vous disposez d'ouvrages ou d'articles de référence ou si vous connaissez des sites web de qualité traitant du thème abordé ici, merci de compléter l'article en donnant les références utiles à sa vérifiabilité et en les liant à la section « Notes et références ».
En étant visionnée en moyenne par 284 000 téléspectateurs, la première saison a réalisé un bilan correct pour une série 100 % belge. À titre de comparaison, La Trêve avait réuni une moyenne de 363 164 téléspectateurs, tandis qu’Ennemi public avait obtenu une audience moyenne de 354 000 téléspectateurs.
| Épisodes | Épisodes       | Date de diffusion | Téléspectateurs | Parts de marché | Notes et références |
| -------- | -------------- | ----------------- | --------------- | --------------- | ------------------- |
| 1        | Face à face    | 19 novembre 2017  | 405 325         | 22,4 %          | [ 8 ]               |
| 2        | Foi et loi     | 19 novembre 2017  | 295 868         | 20,5 %          | [ 8 ]               |
| 3        | Avatar         | 26 novembre 2017  | 409 015         | 21,9 %          | [ 7 ]               |
| 4        | Sang et vertu  | 26 novembre 2017  | 296 862         | 20,9 %          | [ 7 ]               |
| 5        | Mémoire vive   | 2 décembre 2017   | 306 854         | 17,8 %          | [ 7 ]               |
| 6        | Vote ultime    | 2 décembre 2017   | 249 564         | 16,2 %          | [ 7 ]               |
| 7        | Connectée      | 9 décembre 2017   | 400 965         | 21,0 %          | [ 7 ]               |
| 8        | Œil pour œil   | 9 décembre 2017   | 302 658         | 20,9 %          | [ 7 ]               |
| 9        | Mise en veille | 16 décembre 2017  | 262 000         | 20,0 %          | [ 7 ]               |
| 10       | Reboot         | 16 décembre 2017  | 262 000         | 20,0 %          | [ 7 ]               |

#### En France
La série est diffusée sur France 2 entre le 15 janvier 2018 et le 5 février 2018.
| Épisodes | Épisodes       | Date de diffusion | Téléspectateurs (moyenne) | Parts de marché (moyenne) | Notes et références |
| -------- | -------------- | ----------------- | ------------------------- | ------------------------- | ------------------- |
| 1        | Face à face    | 15 janvier 2018   | 3,2 M                     | 13,2 %                    | [ 9 ]               |
| 2        | Foi et loi     | 15 janvier 2018   | 3,2 M                     | 13,2 %                    | [ 9 ]               |
| 3        | Avatar         | 15 janvier 2018   | 3,2 M                     | 13,2 %                    | [ 9 ]               |
| 4        | Sang et vertu  | 22 janvier 2018   | 2,7 M                     | 11,1 %                    | [ 10 ]              |
| 5        | Mémoire vive   | 22 janvier 2018   | 2,7 M                     | 11,1 %                    | [ 10 ]              |
| 6        | Vote ultime    | 22 janvier 2018   | 2,7 M                     | 11,1 %                    | [ 10 ]              |
| 7        | Connectée      | 29 janvier 2018   | 2,8 M                     | 11,6 %                    | [ 11 ]              |
| 8        | Œil pour œil   | 29 janvier 2018   | 2,8 M                     | 11,6 %                    | [ 11 ]              |
| 9        | Mise en veille | 5 février 2018    | 2,6 M                     | 10,6 %                    | [ 12 ]              |
| 10       | Reboot         | 5 février 2018    | 2,6 M                     | 10,6 %                    | [ 12 ]              |

### 2esaison

#### En Belgique francophone
La série est diffusée à partir du dimanche 3 novembre 2019 sur La Une.
|    | Épisodes           | Date de diffusion | Téléspectateurs | Parts de marché | Notes et références |
| -- | ------------------ | ----------------- | --------------- | --------------- | ------------------- |
| 1  | Blogomum, partie 1 | 3 novembre 2019   | 341 000         | 23.7 %          | [ 7 ]               |
| 2  | Blogomum, partie 2 | 3 novembre 2019   | 269 000         | 20.9 %          | [ 7 ]               |
| 3  | Délit de jeu       | 10 novembre 2019  | 266 653         |                 | Identique ci-dessus |
| 4  | Hot spot           | 10 novembre 2019  |                 |                 |                     |
| 5  | Pare-Feu           | 17 novembre 2019  | 239 043         |                 | Identique ci-dessus |
| 6  | Cyber Love         | 17 novembre 2019  |                 |                 |                     |
| 7  | Sous la peau       | 24 novembre 2019  | 228 026         | 18.9 %          | Identique ci-dessus |
| 8  | La vie d'après     | 24 novembre 2019  |                 |                 |                     |
| 9  | Faux-semblants     | 1er décembre 2019 | 219 970         |                 | Identique ci-dessus |
| 10 | Chaos              | 1er décembre 2019 |                 |                 |                     |